# Клементьев, Василий Михайлович (строитель)
Васи́лий Миха́йлович Клеме́нтьев (1913—1984) — советский строитель, механизатор-экскаваторщик, Герой Социалистического Труда.

## Биография
Родился 25 марта 1913 года в селе Верхнее Санчелеево Ставропольского района Самарской губернии.
Трудовую деятельность начал в 1930 трактористом. С 1931 работал экскаваторщиком на строительстве Горьковского автомобильного завода. Участник Великой Отечественной войны.
В 1946—1950 годах трудился бригадиром тракторной бригады. С 1951 года экскаваторщиком СМУ Левого берега ПСМО «Куйбышевгидрострой» на строительстве Куйбышевской ГЭС им. В. И. Ленина. Участвовал в строительстве судоходных шлюзов, земляной плотины.
В 1959 году работал на строительстве высотной Асуанской плотины в Объединённой Арабской Республике. В 1966—1967 годах трудился на строительстве гидросооружений во Вьетнаме. Строил газовый завод в Оренбурге, «АВТОВАЗ» и многие другие объекты.

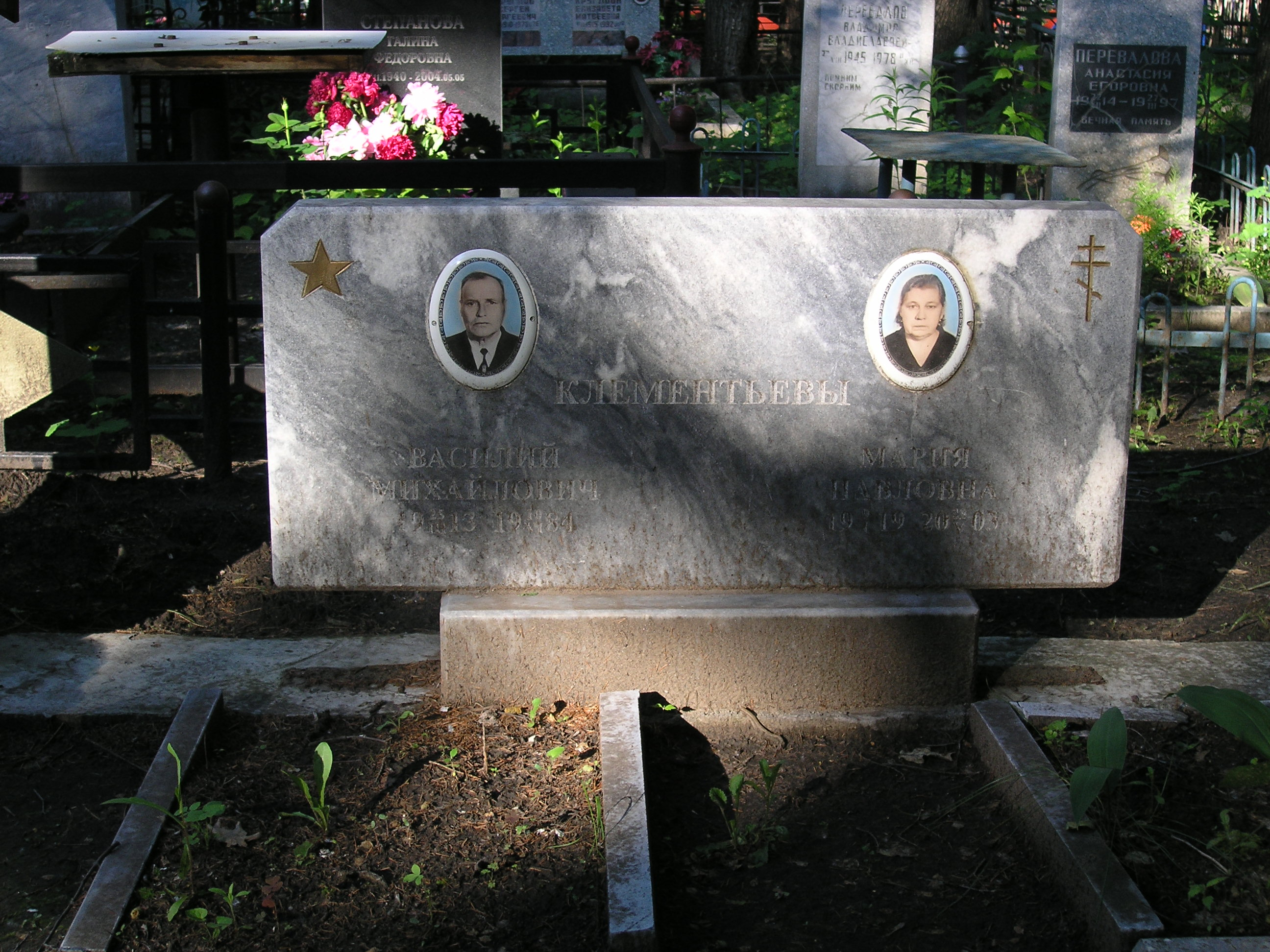
Могила Василия Михайловича и Марии Павловны Клементьевых

Умер 10 июня 1984 года. Похоронен в Тольятти на Баныкинском кладбище.

## Награды
- Герой Социалистического Труда (1958).
- Орден Ленина (1958)
- Орден Октябрьской Революции
- медаль «За доблестный труд».